# 愛の選択 (映画)
『愛の選択』（原題: Dying Young、別題:The Choice of Love）は、1991年のアメリカ映画。マーティ・ラインバックの同名小説の映画化。

## ストーリー
恋人の浮気現場を目撃したヒラリーは、傷心を癒すため母親のもとで新たな職を探していた。そんなある日、白血病を患っている富豪の息子ヴィクターを看護する求人が行われていることを知る。早速ヴィクターの父のもとに面接に行く彼女だったが、結果は不採用となってしまう。ところがしばらくして、彼女を気に入ったというヴィクターの申し出で、二人は共に時間を過ごすことになる。生まれ育った環境が違う二人だったが、同じ時を過ごしていくなかで、次第に惹かれあっていくのだった。だが、ヴィクターの病は確実に進行していた。

## キャスト
※括弧内は日本語吹替
- ヒラリー・オニール - ジュリア・ロバーツ（戸田恵子）
- ヴィクター・ゲディス - キャンベル・スコット（山寺宏一）
- ゴードン - ヴィンセント・ドノフリオ（野島昭生）
- エステル・ウィッティア - コリーン・デューハースト（麻生美代子）
- リチャード・ゲディス - デヴィッド・セルビー（阪脩）
- ヒラリーの母 - エレン・バースティン（井上瑤）
- マラカイ - ジョージ・マーティン（石森達幸）

その他吹き替えキャスト:島香裕、辻谷耕史、掛川裕彦、小島敏彦、中村秀利、有本欽隆、吉水慶、さとうあい、滝沢ロコ